# John Woo
John Woo (Chinees: 吳宇森 / 吴宇森, Hanyu pinyin: Wú Yǔsēn) (Kanton, 22 september 1946) is een Chinees filmregisseur die grote bekendheid verwierf als maker van zeer stijlvolle, maar ook zeer gewelddadige actiefilms. Zijn succesvolste films zijn The Killer (1989), Face/Off (1997) en Mission: Impossible II (2000).

## Stijl
De films van Woo kenmerken zich door spectaculair camerawerk, een razendsnelle montage, een barokke, soms kitscherige, vormgeving, keihard geweld en buitengewoon stijlvol – hoewel onrealistisch – gechoreografeerde vuurgevechten. In schril contrast met de harde actie staat Woo's voorliefde voor melodrama, opera-achtige dramatiek en sentiment, wat in al zijn films tot uiting komt. Eveneens opmerkelijk zijn de christelijke symbolen en thema's als vriendschap en loyaliteit die al zijn films sieren.
Woo's zeer herkenbare stijl was zo succesvol, dat er een grote stroom actiefilms kwam die zijn stijl imiteerden, zodoende kan Woo worden gezien als de uitvinder van het zogeheten 'Heroic bloodshed'-genre, een subgenre binnen de actiefilm waarin de film vooral gefocust is op het zo spectaculair mogelijk in beeld brengen van vuurgevechten.
Ook zijn veel Hollywoodfilms geïnspireerd door het werk van Woo. Films als bijvoorbeeld Kill Bill, El Mariachi en The Matrix zijn duidelijk door hem beïnvloed.
Woo heeft een grote cultreputatie en wordt gezien als grootste actiefilmregisseur aller tijden.

## Jeugd
Woo werd, als Wu Yu Shen, in 1946 geboren in Kanton, een stad in Zuid-China. Woo's ouders waren streng christelijk en toen de communisten in 1949 aan de macht kwamen, werd de christelijke religie verboden. Woo's ouders zagen geen andere mogelijkheid dan te verhuizen naar Hongkong, toen nog een Engelse kolonie, waar wel godsdienstvrijheid was.
In zijn jeugd maakte Woo enkele traumatische gebeurtenissen mee; in 1953 brandde zijn huis tot de grond toe af en jaren later werd een man vermoord voor de ogen van de jonge Woo.
Woo zocht troost in het kijken naar films en zodoende vergat hij de ellende en armoede. Later zei Woo in een interview dat 'ontsnappen aan de werkelijkheid' de motivatie was om filmmaker te worden.
Woo's ouders hadden geen geld om hem naar school te sturen en pas toen hij 13 jaar was kon Woo met geld van een plaatselijke kerk een opleiding volgen. Woo wilde de kerk bedanken door priester te worden, maar toen Woo na zijn middelbareschooltijd bij de theologie-universiteit auditie deed werd hij afgewezen omdat men hem te creatief voor het beroep van priester vond.
Woo wilde nu definitief filmmaker worden maar er was geen enkele filmschool in Hongkong. Woo besloot boeken over filmtheorie te stelen (hij had immers geen geld) en leerde zichzelf het vak van filmmaker.

## Bij de Chinese studio's
Van een vriend leende hij een 8mm-camera en vanaf 1969 ging hij zelf amateurfilms maken. In 1969 werd hij ook scriptschrijver bij Cathay Studios in Hongkong en in 1971 solliciteerde hij met zijn amateurfilms bij de beroemde Hongkongse filmstudio Shaw Brothers. Bij Shaw Brothers werden aan de lopende band goedkope karatefilms gemaakt en het snelle tempo en de lage budgetten waren een ideale leerschool voor de jonge Woo.
Na een tijdje als hulpregisseur en editor te hebben gewerkt maakte Woo in 1973 zijn speelfilmdebuut met de lowbudgetkaratefilm The Young Dragons.
In de daaropvolgende jaren maakte Woo talloze films in zo'n beetje alle genres. Zo maakte hij een Kantonese opera, een slapstickkomedie, een paar melodrama's en het historische drama Last Hurrah for Chivalry (1976). Ook regisseerde hij Hand of Death, een actiefilm waarin een piepjonge en (toen nog) volledig onbekende Jackie Chan zijn speelfilmdebuut maakte.
In de jaren 80 ging Woo's carrière bergafwaarts en hij maakte alleen nog maar flops. Hij werd ontslagen bij Shaw Brothers en hij raakte verslaafd aan alcohol. Woo verhuisde naar Taiwan in de hoop dat hij daar aan het werk zou komen. Hij regisseerde in deze periode slechts 2 films: Run Tiger Run en The Time You Need a Friend.

## Woo als actiefilmspecialist
Alle films van Woo die hij voor 1986 maakte, zijn in de vergetelheid geraakt en we hadden waarschijnlijk nooit van hem gehoord als Woo niet in 1986 A Better Tomorrow maakte. Woo liep in deze periode werkloos rond en ontmoette de beginnende filmproducent Tsui Hark. Woo vertelde Hark over zijn plan om in China een Europese gangsterfilm te maken. Woo was al langs vele productiemaatschappijen geweest met zijn plannen, maar geen enkele studio durfde hem groen licht te geven. Hark nam een groot risico en vertrouwde Woo een budget van 12 miljoen dollar toe, een goede gok want de film bracht ruim 150 miljoen op. Hiermee was A Better Tomorrow de succesvolste Hongkong-film ooit gemaakt.
De reden van dit onverwachtse succes wordt toegeschreven aan lef en vernieuwing.
Het Chinese publiek was intussen verveeld geraakt door de eindeloze stroom kung fu films. Woo kwam nu ineens op de proppen met een film die een ongewone combinatie van keihard geweld, melodrama, humor en stijl toonde. Ook gedurfd was Woo's taboedoorbrekende samensmelting van twee culturen; enerzijds de Chinese tradities van vriendschap, loyaliteit, familiebanden, wraak en ridderlijkheid. Anderzijds de westerse vormgeving; met zonnebrillen, regenjassen, stropdassen, witte duiven, christelijke symboliek en vuurwapens (deze waren lange tijd taboe in kung fu films).
Als laatste was het vooral Woo's techniek die indruk maakte. De hyperkinetisch gechoreografeerde gevechten, die karatefilms altijd sieren, werden nu gebruikt voor vuurgevechten waarbij pistolen de functie van vuisten overnamen. Ook maakte Woo gebruikt van een haarscherpe, vliegensvlugge montage, een altijd bewegende camera en heel veel slow motion. Dit waren allemaal technieken die hij had afgekeken van westerse filmmakers. De techniek stond haaks op alle andere Hongkong-films die altijd werden gefilmd in statige shots met weinig montage.
A Better Tomorrow bracht een revolutie in de Chinese filmindustrie teweeg en er kwamen ontelbare John Woo-imitaties. Woo zelf timmerde ondertussen ook flink aan de weg met films waarin hij zijn eigen stijl verder perfectioneerde. In bijna al deze films speelde Chow Yun-Fat, Woo's favoriete acteur, de hoofdrol. Zo maakte Woo A Better Tomorrow II, een vervolg dat zijn voorganger in succes en kwaliteit wist te evenaren. Ook maakte hij The Killer, een film die wordt beschouwd als artistiek hoogtepunt van de regisseur.
Andere klassiekers waren Bullet in the Head (1991), een Vietnam-epos dat deels autobiografisch voor Woo was, en Hard Boiled (1992), een nagenoeg plotloze actiefilm met een vuurgevecht van bijna 45 minuten.
Al deze films groeiden in de Verenigde Staten uit tot cultfilms en Woo kreeg over de gehele wereld een grote schare fans achter zich.
Woo kreeg pas echt grote bekendheid in de VS toen jonge regisseurs als Quentin Tarantino en Robert Rodriguez zeiden dat ze door hem geïnspireerd waren. Dit maakte Woo voor de critici een interessante regisseur, terwijl de fans hem allang ontdekt hadden.

## In Amerika
In 1994 vroeg producent Sam Raimi of Woo de door hem geproduceerde actiefilm Hard Target wilde regisseren. Hard Target was een groot commercieel succes en Woo was vanaf nu welkom in Hollywood.
Woo's Hollywoodcarrière is met wisselend succes verlopen; zo maakte Woo commerciële flops als Broken Arrow (1996), Windtalkers (2002) en Paycheck (2003), maar ook enorm succesvolle films als Mission: Impossible II (2000). Face/Off (1997) is de succesvolste actiefilm uit de jaren 90 en wordt gezien als een van de hoogtepunten uit het genre.
Zowel de recensenten als de liefhebbers van zijn films zijn van mening dat Woo in Hollywood veel van zijn artistieke identiteit heeft moeten inleveren en zijn films aanzienlijk minder persoonlijk zijn geworden. De fans zweren dan ook bij het Chinese werk van Woo.

## Recente projecten
Woo regisseerde in 2007 het computerspel Stranglehold. Hij had voor dit computerspel alle graphics ontworpen en het scenario geschreven. Hiermee was Woo de eerste filmregisseur die de volledige leiding had over een computerspel. In 2008 en 2009 kwam hij met de historische films Chi bi en Chi bi Part II: Jue zhan tian xia, die hij ook zelf schreef. Woo was daarna een aantal jaar niet actief als regisseur, tot hij in 2014 met The Crossing kwam.

## Privéleven
Woo is sinds 1970 getrouwd met Annie Woo Ngau Chun-lung. Samen hebben ze drie kinderen.

## Inhoudelijke handelsmerken

### Handelsmerken vormgeving
- Vaak natuurlijke elementen zoals regen, volle maan, onweer, herfstbladeren, ondergaande zon enz. Deze elementen dragen bij aan de dramatische kracht van het verhaal.
- Wanneer een personage buitengewoon gechoqueerd of geëmotioneerd is gebruikt Woo vaak freeze frame van zijn gezicht om de expressie vast te houden.
- Gebruikt vaak een zogeheten juxtapositie. Dit betekent letterlijk naast elkaar leggen. Dit houdt in dat een personage een bepaalde handeling in het begin van de film verricht. Later in de film wordt een vergelijkbare handeling door een ander personage uitgevoerd. De beelden van deze handeling worden afgewisseld met flashbacks waarin je de handelingen van het andere personage, eerder in de film, opnieuw weer ziet.
- Vaak een parallelmontage waarbij twee of meerdere handelingen, die zich tegelijkertijd afspelen, naast elkaar afspelen.
- Vaak christelijke symbolen: witte duiven, kerken, begraafplaatsen, kruisbeelden enz.
- de kleding van de personages is vaak hetzelfde, ze dragen vaak lange grijze of zwarte regenjassen met daaronder vaak zwarte of witte pakken met een dunne stropdas. Ze hebben vaak grote zonnebrillen (vaak Ray-Ban) en dragen vaak Rolexhorloges.

### Handelsmerken tijdens actiescènes
- Iedere actiescène heeft min of meer hetzelfde verloop bij een film van Woo; de hoofdpersonen worden in het nauw gedreven door een groep slechteriken en openen het vuur op hun belagers. Vervolgens vechten de hoofdpersonen zich een weg naar buiten terwijl een waanzinnig hoge bodycount wordt bereikt. Vaak raken de personen hierbij zelf ook gewond maar vechten ze toch door. De vuurgevechten duren bij Woo vaak vele minuten en vinden altijd plaats op één locatie (een hotel, een ziekenhuis, een supermarkt, een kerk, een fabriek). Deze locatie wordt tijdens het gevecht compleet tot puin geschoten.
- Geheel in de westerntraditie vindt op het einde een duel plaats tussen de hoofdpersonen en het hoofd van de slechteriken.
- De vuurgevechten zijn altijd hyperkinetisch gechoreografeerd: mensen springen, rollen, duiken, glijden en rennen over en langs elkaar om kogels te ontwijken. Hun bewegingen zijn altijd in slow motion gefilmd. Deze vuurgevechten zijn niet realistisch te noemen en lijken eerder op een stijlvol ballet.
- Iemand wordt altijd als volgt neergeschoten: eerst een shot waarin de talloze kogels zijn lichaam doorzeven. Daarna een tegenshot van diegene die het pistool afvuurt. En daarna weer een shot waarin de persoon in slow motion neervalt.
- Vrijwel iedere film van Woo bevat een scène waarin een van de hoofdpersonen een aanloop neemt en vervolgens, met twee pistolen in de handen, met een gestrekt lichaam door de lucht springt.
- Iedere film bevat een scène waarin de twee hoofdpersonen een pistool op elkaar gericht houden. In actiefilmtermen noem je deze houding een Mexican Standoff.
- Veel films bevatten een scène waarin een persoon een pistool naar een ander gooit, nadat deze andere persoon zonder munitie is komen te zitten.
- Een personage gooit vaak een licht ontvlambaar voorwerp door de lucht en schiet er daarna op waardoor het explodeert.
- Gebruikt vaak vrolijke of mooie muziek die hevig contrasteert met de keiharde actie.
- Een personage voelt meestal de dreiging van gevaar aan. Hij voelt aan zijn water dat er iets gaat komen en kijkt verbaasd om zich heen. Daarna vindt het gevecht plaats.
- Een personage ziet de vijand achter zich door reflectie van een spiegelend voorwerp.
- Gebruikt vaak een shot waarin twee vijanden met hun rug tegen een muur staan. De zijkant van de muur staat in het midden van het kader. De ene vijand aan de linkerkant van de muur, de andere vijand aan de rechterkant.
- Een van de personages heeft tijdens de gevechten vaak een uniek en ongebruikelijk wapen: een kruisboog, een harpoen, een musket, een samoeraizwaard, een gouden pistool, enz.
- Andere wapens die veelvuldig terugkomen zijn Beretta 9mm-pistool, Winchestergeweer, pump action shotgun, langeafstandssnipergeweren, AK-47 en kleine mitrailleurs zoals de Uzi, Ingram en Raptor.
- Vaak een kapotgeschoten lamp waardoor licht donker knippert.
- Gebruikt vaak bullit time'. Dit zijn shots van kogels die zo vertraagd zijn afgedraaid dat je de kogels ziet vliegen.
- Gebruikt vaak een p.o.v. vanuit het standpunt van een vliegende kogel.
- Door de razendsnelle montage lijkt alles heel dynamisch gefilmd te zijn. Wie goed kijkt zal zien dat het juist niet dynamisch is: Woo filmt zijn actiescènes vaak statige mediumshots, close-ups en extreme close-ups. De camera beweegt nooit en Woo gebruikt eigenlijk nooit crane-shots tijdens de vuurgevechten, laat staan een handheldcamera. Heel af en toe gebruikt hij een 'dolly shot' om rennende personen te volgen. De bewegingsloze camerashots zijn echter zo snel gemonteerd en de handelingen, die in het kader te zien zijn, zijn zo bewegelijk dat het allemaal juist dynamisch lijkt te zijn.

## Filmografie
- The Young Dragons (Tie han rou qing) (1974)
- Belles of Taekwondo/The Dragon Tamers (Nu zi tai quan qun ying hui) (1974)
- Fist to Fist/Fists of the Double K (1974)
- Hand of Death/Countdown in Kung Fu (Shao Lin men) (1975)
- Princess Chang Ping (Dinu hua) (1975) (als Yusen Wu)
- From Riches to Rags (Qian zuo guai) (1977)
- Money Crazy (Fa qian han) (1977)
- Follow the Star (Da sha xing yu xiao mei tou) (1978)
- Last Hurrah for Chivalry (Hao xia) (1978)
- Hello, Late Homecomers (Ha luo, ye gui ren) (1978)
- To Hell with the Devil (Mo deng tian shi) (1981)
- Laughing Times (Hua ji shi dai) (1981) (als Wu Hsiang-fei)
- Plain Jane to the Rescue (Ba cai Lin Ya Zhen) (1982)
- When You Need a Friend (Xiao jiang) (1984)
- Run, Tiger, Run (Liang zhi lao hu) (1985)
- Heroes Shed No Tears (Ying xiong wei lei) (1986)
- A Better Tomorrow (Ying xiong ben se) (1986)
- A Better Tomorrow II (Ying xiong ben se II) (1987)
- Tragic Heroes (Yi dan qun ying) (1989)
- The Killer (Die xue shuang xiong) (1989)
- Bullet in the Head (Die xue jie tou) (1990)
- Once a Thief (Zong sheng si hai) (1991)
- Hard Boiled (Lashou shentan) (1992)
- Hard Target (1993)
- Broken Arrow (1996)
- Once a Thief (1996) (tv)
- Face/Off (1997)
- Blackjack (1998) (tv)
- Mission: Impossible II (2000)
- Windtalkers (2001)
- Paycheck (2003)
- Red Cliff (2008)
- Reign of Assassins (2010)